# 4421 Kayor
4421 Kayor è un asteroide della fascia principale. Scoperto nel 1942, presenta un'orbita caratterizzata da un semiasse maggiore pari a 2,6594707 UA e da un'eccentricità di 0,1967942, inclinata di 16,27520° rispetto all'eclittica.